# شهرستان سودرمانلاند
شهرستان سودرمانلاند (به سوئدی: Södermanlands län) یکی از شهرستان‌های کشور سوئد است که در سواحل جنوب شرقی این کشور واقع شده است و با شهرستان‌های اوسترگوتلاند، اوربرو، وستمانلاند، اوپسالا، استکهلم و دریای بالتیک مرز مشترک دارد. مرزهای این شهرستان با سرزمین سودرمانلاند تقریباً مشترک می‌باشد.
مرکز این شهرستان شهر نیشوپینگ است.